# Безверхий, Леонид Иванович
Леонид Иванович Безверхий — украинский советский деятель, директор Черниговского завода радиоприборов в 1967—1990 годах.

## Биография
Леонид Безверхий родился 18 октября 1928 года в селе Градижск Полтавской области.
В 1934 году с семьей переехал в Киев, где его отец работал на ремзаводе № 7 в Дарнице маляром. В 1941 году после начала войны предприятие эвакуировали в Саратов. Туда же переехала и семья Безверхих.
В Саратове параллельно с учёбой в школе Леонид начал работать, сначала на рыбном заводе, затем — на эвакуированном ремонтном заводе, где он работал токарем вместе с отцом.
В 1944 году семья вернулась в Киев, где Леонид в 1947 году окончил школу и поступил в Киевский автомобильно-дорожный институт. В институте он познакомился со своей будущей женой Александрой.
В 1953 году Леонид Безверхий окончил институт и был направлен инженером-технологом на военный завод № 7. В 1960 году — главный инженер колхоза имени Ватутина в селе Глубокое Киевской области. С 1961 года работал инженером-конструктором на Киевском радиозаводе, позже возглавил там экспериментальный цех.
В феврале 1967 года Леонид Безверхий возглавил строительство будущего Черниговского завода радиоприборов, и уже в сентябре 1971 года первая очередь завода была досрочно введена в эксплуатацию. С 1979 года Безверхий возглавил действующее предприятие и оставался его руководителем до 1990 года, после чего проработал там ещё 11 лет.
Умер 21 января 2018 года.

## Деятельность
Черниговский завод радиоприборов за 23 года руководства Леонида Безверхого стал ведущим предприятием Чернигова и Советского Союза в сфере производства систем управления, электронно-вычислительных систем, спутниковой аппаратуры, информационных и космических технологий, медицинского оборудования и товаров хозяйственного назначения. При этом Леонид Иванович, как директор, уделял внимание перспективам развития завода, совершенствованию организации труда, внедрению новых технологий, повышению качества продукции и культуры производства, укреплению дисциплины и объединению коллектива.
Леонид Безверхий заботился о решении жилищных и бытовых вопросов рабочих завода. Под его руководством построены 20 жилых домов, 8 детских дошкольных учреждений, Черниговский радиомеханический техникум, высшее профессионально-техническое училище № 15, база отдыха «Лада», оздоровительный лагерь «Электроник», 3 общежития, поликлиника, больница. Завод оказывал помощь Черниговскому технологическому институту, школам № 27, 29, 30. Жилой микрорайон возле Черниговской городской больницы № 2, построенный заводом, получил в народе название «хутор Безверхого».

## Награды
- 1971 — орден Трудового Красного Знамени
- 1978 — орден Октябрьской Революции
- 1982 — Государственная премия СССР
- 1988 — орден Ленина
- 2000 — орден князя Ярослава Мудрого V степени
- 2002 — нагрудный знак «Ветеран космической отрасли Украины»
- 2018 — почётный гражданин Чернигова (посмертно)